# 蘑菇的擬態日常
《蘑菇的擬態日常》是由日本漫畫家Tsukumizu於2019年1月26日在《COMIC CUNE》雜誌上發表，至2023年11月底連載結束的漫畫。劇情為帶有超現實喜劇風格的作品。

## 劇情
少女月島靜寂在就讀國一時，因為各種因素的影響下對學校產生厭惡感，之後逃學躲在家裡的壁櫥生活長達兩年時間。在要升上高一的那年裡，靜寂興起了返回學校的念頭，但當她睽違已久照著鏡子看著自己模樣時，發現到一個奇異現象，就是她的頭頂左側長出了兩根蘑菇。
返回學校後的靜寂依舊不喜歡主動與人交流，但之後遇到一位名叫山下真面目，想與靜寂交朋友的少女。隨後靜寂在與真面目相處的過程中，以及加入了只需要在地面挖洞就行的學校社團「挖洞社」之後，逐漸出現與她以往不一樣的生活。

## 角色
月島靜寂
配音：大空直美（日本）
本作主角，一位外型為黑長髮的少女，有著一段過著躲藏在家中壁櫥裡的自閉生活。
性格文靜，喜歡閱讀書籍和魚類模樣的小物品，以及在下雨天裡沉思心情，討厭需要特別花費功夫投入的事物。
在她頭頂上所長出的蘑菇，有著只要接觸到對方頭部，就能感應到對方腦海中想法的奇妙效果。
山下真面目
配音：花守由美里（日本）
坐在靜寂教室座位隔壁，一位頭上總是頂著一片荷包蛋的少女。
她時常積極地向靜寂表達善意，熱切地盼望彼此能成為真心好友。靜寂起初雖對她有些不以為然，但隨後慢慢地認同了對方。
靜寂的姐姐
配音：渕上舞（日本）
一名智商相當高的女性，她對大學生活內容感到無趣後，離開學院待在家裡投入著旁人難以理解的研究。
茂川
一位被調來靜寂就讀高中裡的美術老師，同時被校方要求兼任社團挖洞社的顧問。
性格上缺乏自信，她常藉由待在挖洞社的時間裡盡力把洞挖深來獲得些許成就感，或是飲酒來自我安慰。
墨田
挖洞社的成員之一，極端厭惡與人對話的高二生，常藉由在素描本上繪圖或寫下字句來表達當下的心情。
她個人原先討厭上學，在某次看到茂川老師努力捏陶的模樣受到感動，而興起返回學校的念頭。
讀川
挖洞社的成員之一，常在圖書館出沒，頭上總是頂著書本的高三生。
她喜歡表達自己觀察出的人生哲理與見解，並提過自己的力氣只能拿得起書本，所以從沒在挖洞社出過一份力。
靜寂的鄰居
住在靜寂同一層公寓大樓的最右邊房間，外貌與言行神似Tsukumizu先前作品《少女終末旅行》主角千都與尤莉的一對女性。
她們不時會在靜寂的周遭出現，其中像尤莉的女性有在靜寂平時光顧的便利商店打工，因此對靜寂有印象。

## 發行
作品的首部單行本是在2020年2月28日發售，當時有另外請來大空直美、花守由美里、渕上舞三名聲優替作品的有聲漫畫影片配音，做為宣傳使用。
| 卷數 | Media Factory | Media Factory          |
| 卷數 | 發售日期      | ISBN                   |
| ---- | ------------- | ---------------------- |
| 1    | 2020年2月28日 | ISBN 978-4-04-064291-8 |
| 2    | 2021年1月27日 | ISBN 978-4-04-064967-2 |
| 3    | 2022年1月27日 | ISBN 978-4-04-682066-2 |
| 4    | 2023年1月27日 | ISBN 978-4-04-681080-9 |
| 5    | 2024年1月26日 | ISBN 978-4-04-683209-2 |

## 評價
日本流行文化介紹網站OTAQUEST表示這是一本讓GL題材愛好者感到甜美的漫畫，稱讚著作者Tsukumizu的藝術表現比過去更上一層，尤其在一些涉及超現實主義風格的構圖其細節與美感令人驚豔，另外提到作品裡有著許多令人玩味的設定，像是作品名稱是否就在暗示主角的遭遇其實是場虛構幻覺？以及安排讓《少女終末旅行》的角色串場，背後是否另有特別用意？
動漫消息追蹤站台Anilist認為漫畫中所展現出彷彿是在發燒狀態下腦海裡冒出的夢境、與整體上憂愁的氣氛，遠勝於絕多數其它以末日為主題作品所帶來的情緒感受，另外欣賞Tsukumizu看似粗略；但能另人感到生動的畫風。
其它像漫畫新聞網站漫畫書資源網方面，有把《蘑菇的擬態日常》列為2020年度裡應被改編成電視動畫的作品之一。

## 備註
1. 1 2 3 4  第1話內容
2. 1 2  第2話內容
3. 1 2  第6話內容
4. 1 2 3  第3話內容
5. ↑  第10話內容
6. ↑  第12話內容
7. ↑  第20話內容
8. ↑  第15話內容
9. ↑  第18話內容
10. ↑  第13話內容
11. ↑  第5話內容
12. ↑  第7話內容

## 外部連結
- 《蘑菇的擬態日常》官方網頁 （日語）
- 《蘑菇的擬態日常》的X（前Twitter）（日語）
- 漫畫連載網站 （日語）